# Троицкая Вихляйка
Троицкая Вихляйка — село в Сосновском районе Тамбовской области России. Входит в состав Троицковихляйского сельсовета.

## География
Троицкая Вихляйка расположен в пределах Окско-Донской равнины, по обоим берегам Пишляйка.
Климат
Находится, как и весь район, в умеренном климатическом поясе, и входит в состав континентальной климатической области Восточно-Европейской Равнины. В среднем, в год выпадает от 350 до 450 мм осадков. Весной, летом и осенью преобладают западные и южные ветра, зимой — северные и северо-восточные. Средняя скорость ветра 4-5 м/с.

## История
Впервые упоминается в переписной книге Тамбовского уезда 1671 года, как вотчина Троицкого монастыря: «сельцо Вихляйково, в нём крестьянские дворы: во дворе Микитка Савельев и т. д.»
В 1861 году в Троицкой Вихляйке открыта первая школа.

## Население
| 2010 |
| ---- |
| 328  |

## Инфраструктура
Церковь Покрова Пресвятой Богородицы.
Отделение почтовой связи Троицкая Вихляйка 393868

## Транспорт
Просёлочные дороги.